# 下手人
下手人（げしゅにん、げしにん）は、解死人に起源を有する江戸時代に使われていた犯罪に関する語で、以下の意味を持つ。
1. 殺人犯。
2. 庶民に科されていた6種類の死刑の一種。
3. 上記の刑罰に該当する犯罪行為を行った犯罪者もしくはその身代わり。

現在は、もっぱら「殺人犯」の意味で用いられる。
現在の日本では、死刑は「絞首刑」のみだが、江戸時代には罪状に応じて6種類の死刑が定められていた。下手人とは斬首（刀で首をはねる）により殺害する刑で、他に付加的な刑罰は科されない。引取り人がいる場合には、処刑後に死骸を引き渡し弔うことも許されていた。刀剣の試し斬り等に使用することは認められていなかった。

## 中世
中世の「げしにん」（解死人、下死人、下手人）は、殺害事件に関して、直接の加害者の属する集団から被害者側に差し出された者をさす。下手人は実際の犯行者でなくても構わず、老人や子供、あるいは加害者集団の下層に位置する身分の者が身代わりにされることが多かった。
鎌倉時代・南北朝時代には殺人以外の狼藉行為についても下手人を取ることが行われていた。
下手人を受け取った側は原則としてその人物を自由に処分することができたが、室町時代にはその謝罪の意に免じて殺害までは行わないことが慣例となっていた。また真犯人を引き渡すまでの人質として扱われ牢に閉じ込められる場合もあった。
なお『下学集』では「下手人（ケシユニン）」、『運歩色葉集』では「下死人（ゲシニン）　解死人」、玉里文庫本『節用集』では『解死人、或下死人、又下手人』とある。

## 近世

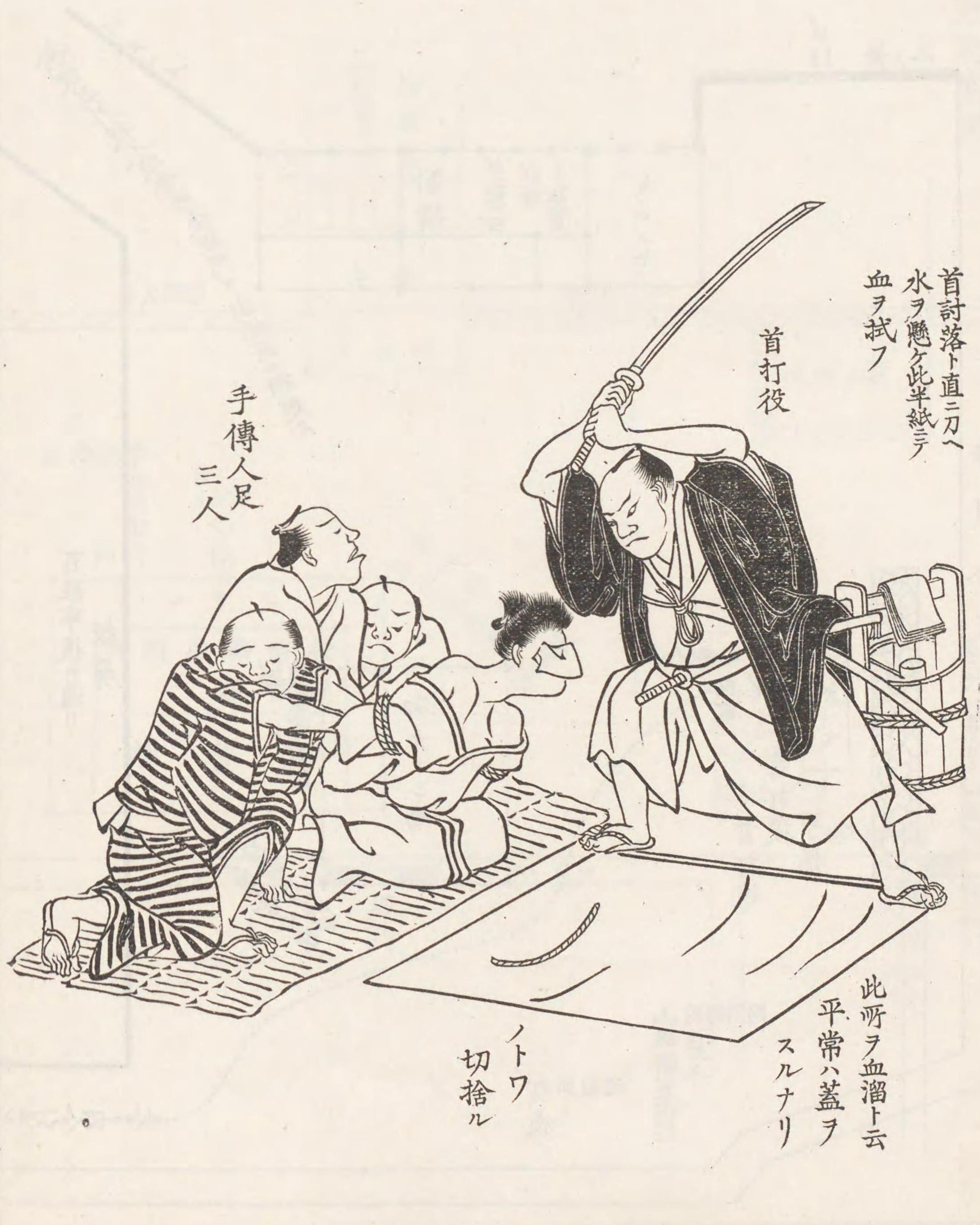
死罪の執行。下手人も同様に首を刎ねた（『古事類苑』）。

獄門・死罪と同様に打ち首による死刑に分類されるが、死骸を晒しものとしたり試し斬りに供したりしない点でこれらよりも軽い刑にあたる。また、引廻しや闕所といった付加刑も科されることがない。死刑ではない遠島や追放にも闕所が科されることと比較し、最小限の死刑である点に特徴がある。
下手人が科される犯罪は、「通例之人殺」、すなわち被害者と加害者が親族や主従など特別な関係にある場合や毒殺や辻斬など特殊な罪状による場合を除いた殺人である。具体的には喧嘩口論から発展して一方が他方を殺害したような場合である。
共犯者がある場合にはそのうち1名のみが下手人として処断され、教唆者と実行者がある場合には教唆者を下手人、実行者を遠島に、複数の者で殺害した場合は最初に手を出した者が下手人となった。すなわち1個の死に対しては1個の死で報いるという、人命による損害賠償、代償という性質を有している刑罰であった。近世にも「下手人に取る」「下手人を願う」という言い回しがされていたように、下手人は上述のような中世の法慣習を継承したもので、江戸時代の他の死刑とは性質を異にするものとみられている。